# SS-GB
 SS-GB （エスエスゲーベー）は、作家レン・デイトンによる第二次世界大戦を扱った歴史改変SF小説である。ナチス・ドイツが第二次世界大戦で英国に勝利した後の占領下の英国を舞台に描かれている。
BBC Oneでドラマシリーズ化され、2017年に放送された。

## ストーリー
1941年2月に英国はナチス・ドイツに降伏した。ウィンストン・チャーチルは銃殺刑に処され、国王ジョージ6世はロンドン塔に幽閉されていた。英国民は耐乏生活を余儀なくされ、収容所に入れられる者や労働力としてドイツへ連れて行かれる者も少なくなかったが、一部ではレジスタンス活動も続けられていた。遠く離れた米国や英連邦諸国はこの事態を静観し、ソビエト連邦は独ソ不可侵条約締結後のナチス・ドイツとの友好関係を維持していた。一方、勝者のドイツ側では ドイツ国防軍と親衛隊が英国の占領政策を巡り水面下で勢力争いをしていた。
1941年11月のある日、ロンドンで闇物資の取引上のトラブルと思われる殺人事件が発生した。この捜査に当たるのが、ロンドン警視庁殺人課の警視ダグラス・アーチャーであった。アーチャーは相棒の部長刑事ハリー・ウッズと共に捜査を始めるが、その最中にベルリンから親衛隊情報部（SD）の親衛隊大佐フートがロンドン警視庁にやって来る。事件について何かを掴んでいるフートの配下でアーチャーは捜査を進めることになる。
フートと静かな権力闘争を繰り広げる、アーチャーの組織上の上司である警察庁長官（ドイツ軍派遣）のケラーマン将軍。捜査線上に浮かび上がってきたレジスタンス活動家達。独ソ友好の式典でのレジスタンスによる爆弾テロをきっかけに、激化するドイツ国防軍と親衛隊の勢力争い。各々の思惑に翻弄されつつ、警察官として英国人として、アーチャーは捜査を続ける。

## 登場人物
ダグラス・アーチャー
ロンドン警視庁殺人課の警視。
ハリー・ウッズ
同、部長刑事。
フリッツ・ケラーマン
英国警察庁長官の親衛隊中将。
オスカー・フート
国家保安本部・親衛隊情報部（SD）の親衛隊大佐。
ハンス・ヘッセ
ドイツ陸軍大尉、国防軍情報部に所属。
ジョージ・メヒュー
元英国防軍防諜部の大佐。
ジョン・スポード
物理学者。

## テレビドラマ
BBC Oneにより本作に基づく全5話のテレビドラマシリーズが2017年2月19日から放送され、日本では2017年9月24日にAXNミステリーで全3話に編集されて放送された。

### キャスト
- サム・ライリー : ダグラス・アーチャー。ロンドン警視庁警視。
- ケイト・ボスワース : バーバラ・バーガ。アメリカ人の新聞記者。
- ジェームズ・コスモ : ハリー・ウッズ。部長刑事。
- メイブ・ダーモディー（英語版） : シルビア・マニング。アーチャーの秘書で恋人。レジスタンス。
- ジェイソン・フレミング : ジョージ・メイヒュー。元英国防軍防諜部の大佐。
- アナイリン・バーナード : ジミー・ダン。ロンドン警視庁巡査。
- ジェームズ・ノースコート (俳優)（英語版） : ジョン・スポード博士。物理学者。
- ライナー・ボック : フリッツ・ケラーマン。英国警察庁長官。親衛隊中将。
- ラース・アイディンガー : オスカー・フート博士。親衛隊保安情報部大佐。